# NGC 5670
NGC 5670 este o galaxie lenticulară situată în constelația Lupul. A fost descoperită în 1 iulie 1834 de către John Herschel. Se află la o distanță de 37,28 de megaparseci de Pământ.